# Кусанова, Шагила Акимбаевна
Шагила Акимбаевна Кусанова (14.04.1923 — 14.01.2019) — советский и казахстанский специалист в области истории, доктор исторических наук, профессор, Ветеран Великой Отечественной войны, академик Гуманитарной Академии РК, «Заслуженный работник Вышей школы Казахстана».

## Биография
Родилась 14 апреля 1923 года в селе Бозанбай Уланского района Восточно-Казахстанской области.
В 1940—1941 годах училась в Казахском государственном университете имени С. М. Кирова. В 1941 году (сентябрь-ноябрь) окончила курсы радисток в городе Ташкент. 1941—1945 гг. — участвовала в боях на фронтах Великой Отечественной войны.
С 1945 по 1949 год продолжила и окончила Казахский государственный университет имени С. М. Кирова. С 1942 по 1952 год — в аспирантуре Института истории Академии наук Казахской ССР.
В 1963 году защитила кандидатскую диссертацию на тему «Укрепление сельских и сельских партийных организаций в период развития массового колхозного движения в Казахстане в 1929—1932 годах». В 1978 году защитила докторскую диссертацию на тему «Руководство КПСС деятельностью массовых организаций трудящихся Казахстана в период создания фундамента социализма 1926—1932 годах».
Автор 6 монографий, более 100 научных статей. Под её руководством подготовлено 32 кандидата и 7 докторов наук.
Скончалась 14 января 2019 года. Похоронена на Кенсайском кладбище в Алматы.

## Трудовая деятельность
1. 1952—1998 — преподаватель, доцент, профессор, зав. кафедрой факультета истории Казахского государственного университета им. С. М. Кирова
2. 1998—2019 — профессор, заведующей кафедрой социально-гуманитарных дисциплин Казахского национального университета искусств

## В годы Великой Отечественной войны
С декабря 1941 по май 1945 года она принимала участие в боевых действиях на семи фронтах — Крымском, Донском, Степном, Сталинградском, Юго-Западном, I и II Украинских фронтах, в составе 14-й гвардейской стрелковой дивизии, была связистом. Форсировала реки Дон, Днепр, Одер. Обороняла г. Сталинград, принимала активное участие в освобождении Чехословакии, Польши, Украины,Румынии.
Всего за время войны Кусанова была удостоена 11 боевых наград.

## Семья
Муж: Асылгазы Бекбаевич — ветеран Великой Отечественной войны
Дети:
- сын: Жусупбек Асылгазьевич — полковник КНБ
- сын: Аскар Асылгазьевич — бизнесмен, сноха: Мусаходжаева, Айман Кожабековна — Народная артистка Казахской ССР
- дочь: Карлыгаш Асылгазьевна

## Награды и звания
1. Доктор исторических наук (1978)
2. Профессор(1980)
3. Академик Гуманитарной Академии РК
4. «Заслуженный работник Вышей школы Казахстана» (1983)
5. Медаль «За боевые заслуги» (1942)
6. Медаль «За отвагу» (СССР) (1943,1944)
7. Медаль «За оборону Сталинграда» (1943)
8. Медаль «За победу над Германией в 1941—1945 гг.» (1945)
9. Юбилейная медаль «30 лет Советской Армии и Флота» (1948)
10. Юбилейная медаль «Двадцать лет Победы в Великой Отечественной войне 1941—1945 гг.» (1965)
11. Юбилейная медаль «50 лет Вооружённых Сил СССР» (1968)
12. Юбилейная медаль «Тридцать лет Победы в Великой Отечественной войне 1941—1945 гг.» (1975)
13. Юбилейная медаль «60 лет Вооружённых Сил СССР» (1978)
14. Юбилейная медаль «Сорок лет Победы в Великой Отечественной войне 1941—1945 гг.» (1985)
15. Орден Трудового Красного Знамени (1986)
16. Юбилейная медаль «70 лет Вооружённых Сил СССР» (1988)
17. Орден Отечественной Войны II степени (1990)
18. Памятный знак «50 лет освобождения Украины» (1994)
19. Медаль Жукова (1995)
20. Орден «Курмет» (1995)
21. Орден «Парасат» (2015)
22. Медаль «20 лет независимости Республики Казахстан» (2011)
23. Медаль «25 лет независимости Республики Казахстан» (2016)